# 9083 Рамбоем
9083 Рамбоем (9083 Ramboehm) — астероїд головного поясу, відкритий 28 листопада 1994 року.
Тіссеранів параметр щодо Юпітера — 3,369.